# Lagoa (DOC)
Pour les articles homonymes, voir Lagoa.

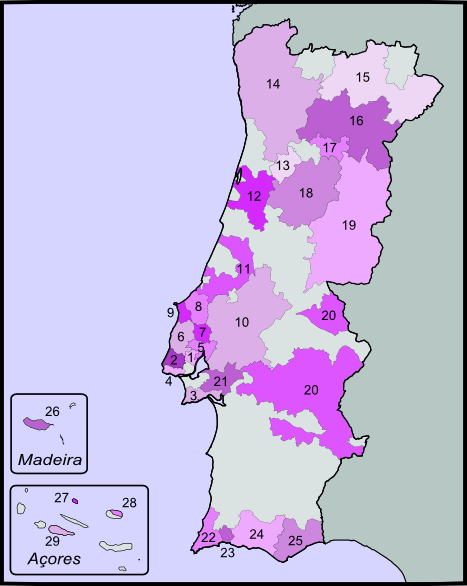
Situation du terroir de Lagoa (en 24).

Le lagoa est une appellation d'origine (DOC) portugaise produite  dans le terroir viticole de Lagoa, sur les concelhos d'Albufeira et de Lagoa ainsi que sur une partie de celui de Loulé. 

## Géographie
Ce vignoble est situé dans l'Algarve, au sud du pays. 

## Types de vin
Ses vins peuvent être blanc ou rouge. 

## Encépagement
Pour le blanc les cépages sont l'Arinto (Pedernã) et la Síria (ou Roupeiro), pour les rouges, la tinta negra mole et le Trincadeira (ou Tinta amarela).